# Virbia ovata
Virbia ovata là một loài bướm đêm thuộc phân họ Arctiinae, họ Erebidae.